# Nototriche violacea
Nototriche violacea är en malvaväxtart som beskrevs av Arthur William Hill. Nototriche violacea ingår i släktet Nototriche och familjen malvaväxter. Inga underarter finns listade i Catalogue of Life.